# 广州公交368路、369路、378路
广州公交368路、369路、378路，是穗莞跨市公交线路系统中，由广州方面开通的三条线路，目前仅有369路仍在营运。
368路和369路于2014年开通，378路于2020年开通。2024年5月5日，368路和378路停运。

## 368路和369路
368路和369路于2014年10月28日正式开通，二者为穗莞跨市公交线路系统中，首批由广州方面开通的路線。
368路也称 广368路，由广州公交集团第三公共汽车公司第四分公司运营，开通当时从中大新华学院（东莞校区）总站出发，行走沿江西一路、教育路、古梅路后进入广麻大道，随后经东江大桥跨过东江，再经友谊路、创业路和开发大道，抵达夏园总站；返程除增加绕行明珠路外，其余路线大致相同。2020年12月20日起，368路西端延长一站至南湾总站，可在中途站夏园站接驳BRT夏园站和地铁13号线夏园站。2024年5月5日，368路正式停运。
369路也称 广369路，由广州珍宝巴士有限公司运营，从中大新华学院（东莞校区）总站出发，沿368路的路线行走至夏园站后，继续行走黄埔东路、信华路和大沙东路，至地铁大沙地站总站止；返程除增加绕行明珠路外，其余路线大致相同。369路除接驳地铁夏园站和地铁大沙地站外，还可接驳地铁5号线的文冲站。
这两条线路的东端曾一度缩短至友谊路站，不进入东莞市运营，如2020年4月20日受东江大桥封闭施工影响而临时缩短，2021年12月15日受东莞市疫情防控政策调整影响而临时缩短。

## 378路
378路于2020年5月30日正式开通，为穗莞跨市公交线路系统中，第二条由三汽公司开通的路線，填补了碧桂园十里江湾社区去往广州方向的公交空白，加强了东莞麻涌镇与广州开发区之间的联系。线路开通当时从黄埔客运站总站出发，行走黄埔东路后进入开发大道，随后经东江大桥跨过东江，再经广麻大道、麻涌道、中心大道和望海路，抵达碧桂园十里江湾总站，返程路线大致相同。与368路一样，378路可在夏园站接驳BRT夏园站和地铁13号线夏园站。
2021年12月15日，378路受东莞市疫情防控政策调整影响而临时缩短至友谊路站，不进入东莞市运营；在恢复原线运营后，线路的走向和停靠站点基本无变化。2022年10月，受黄埔客运站关停影响，378路的西端首末站更名为黄埔东路（石化南路）总站。2024年5月5日，378路正式停运。